# خماری عشق (ترانه جنی)
«خماریِ عشق» (انگلیسی: Love Hangover) ترانه‌ای از خواننده اهل کره جنوبی، جنی با همکاری خواننده آمریکایی دومینیک فایک است. این ترانه در ۳۱ ژانویه ۲۰۲۵، از طریق ناشر موسیقی جنی به نام آد آتلیه و کلمبیا رکوردز، به عنوان دومین تک‌آهنگ از نخستین آلبوم استودیویی او به نام روبی (۲۰۲۵) منتشر شد.

## جدول‌های موسیقی
| جدول (۲۰۲۵)                       | بالاترین جایگاه |
| --------------------------------- | --------------- |
| کانادا (۱۰۰ تک‌آهنگ داغ کانادا)    | ۷۲              |
| ۲۰۰ آهنگ جهانی (بیلبورد)          | ۲۹              |
| هنگ کنگ (بیلبورد)                 | ۱۰              |
| تک‌آهنگ‌های داغ نیوزیلند (آرام‌ان‌زی) | ۷               |
| کره جنوبی (سرکل)                  | ۹۶              |
| تایوان (بیلبورد)                  | ۹               |
| تک‌آهنگ‌های بریتانیا (اوسی‌سی)       | ۶۴              |
| بیلبورد هات ۱۰۰ ایالات متحده      | ۹۶              |

## تاریخچه انتشار
| منطقه | تاریخ          | فرمت                  | ناشر            | منابع |
| ----- | -------------- | --------------------- | --------------- | ----- |
| مختلف | ۳۱ ژانویه ۲۰۲۵ | دانلود دیجیتال استریم | آد آتلیه کلمبیا | [ ۹ ] |